# Літопис Аскольда
«Літопис Аскольда» («Аскольдов літопис») — реконструкція літопису декількома дослідниками, який гіпотетично написано за часів правління київських князів Аскольда і Діра. Більшістю дослідників визнається науковою містифікацією.

## Версії існування літопису
Про можливе існування записів християн на Русі за князя Аскольда вперше заговорив І. Є. Забєлін. На таку ідею його спонукали записи в Никонівському літописі за 60-ті роки IX століття. Однак, І. Є. Забєліна тоді дослідники не підтримали, а про його ідею надовго забули. Б. О. Рибаков суттєво розвинув цю ідею в книзі 1963 року «Давня Русь: Сказання. Билини. Літописи», виділивши записи з Никонівського літопису, що належали до «Літопису Аскольда», тим самим зробив раннім періодом літописання IX століття. Він встановив, що в Никонівському літописі знаходяться вісім фрагментів цього літопису за період 867—882 роки. При цьому, на думку історика, Аскольдів літописець користувався олександрійсько-болгарським рахунком років «від створення світу». Він також стверджував, що «Літопис Аскольда» носить на собі болгарський вплив.
М. Ю. Брайчевський з довірою поставився до побудов Б. О. Рибакова і спробував реконструювати «Літопис Аскольда». Однак в свою реконструкцію він додав не тільки ті вісім фрагментів, що були виділені Б. О. Рибаковим, але і ряд інших. На думку історика, книжники Ярослава Мудрого переробили літописні дані — перенісши події, що були пов'язані з Аскольдом, на князів Олега Віщого, Ігоря Старого, Володимира Великого (походи і договори з Візантією, хрещення тощо). Основні ідеї М. Ю. Брайчевського по Аскольдовому літописанню були відображені в декількох його роботах. В реконструюючому вигляді «Літопис Аскольда» був вперше виданий в 1988 році в журналі «Київ» (перевиданий в 2001 році, а в 2009 році був виданий уривок).
Наступним прихильником існування «Літопису Аскольда» виступив П. М. Сас в своїй статті. Він в «Катехизмі» 1627 року Лаврентія Зизанія знайшов сліди Аскольдова літописця. Автор вибрав для пошуку літописання IX—X століть текст неісторичного характеру, а саме маленький уривок, де йдеться про чотири хрещення Русі. П. М. Сас припускав, що Зизанію могли бути доступні джерела (наприклад, тексти «Невідомого літописця»), які інформували про християнізацію Русі IX століття, які згодом до нас не дійшли.

## Критика
До гіпотез Б. О. Рибакова та М. Ю. Брайчевського про існування «Літопису Аскольда» дослідники в основному відносяться скептично. На думку П. П. Толочка, можна лише припустити на підставі аналізу Никонівського літопису та Повісті врем'яних літ, що за часів князя Аскольда або трохи пізніше в Києві могли з'явитися поодинокі записи. Але говорити про стійку літописну традицію в IX столітті не доводиться. В. М. Ричка стверджує, що «Літопис Аскольда» М. Ю. Брайчевського є «ілюзією джерельної реальності». Проте, це яскравий пам'ятник суспільно-політичної думки XX століття.

## Видання «Літопису Аскольда»
- Брайчевський М. Ю. Літопис Аскольда // Вибране. — К. : Видавництво імені Олени Теліги, 2009. — Т. II. — С. 762—773. — ISBN 978-966-355-029-9.
- Брайчевський М. Ю. Літопис Аскольда // Київ. — 1988. — № 2. — С. 146—170.
- Брайчевський М. Ю. Літопис Аскольда. — К. : Український центр духовної культури, 2001. — С. 7—43.